# Dewsbury (circonscription britannique)

Dewsbury dans le West Yorkshire.

La circonscription de Dewsbury est une circonscription anglaise située dans le West Yorkshire et représentée à la Chambre des communes du Parlement britannique.